# Karuna (Finnland)

Wappen der ehemaligen Gemeinde Karuna

Karuna [ˈkɑrunɑ] ist ein Ort in der Gemeinde Sauvo in der finnischen Landschaft Varsinais-Suomi. Bis 1969 bildete Karuna eine eigenständige Gemeinde.
Karuna liegt an der Küste der Ostsee rund zwölf Kilometer südwestlich vom Hauptort Sauvo. Hauptsehenswürdigkeit des Ortes ist die von Josef Stenbäck entworfene Kirche von Karuna. Der nationalromantische Bau aus grauem Granit wurde 1910 fertiggestellt. Nach Fertigstellung der Kirche wurde die alte, aus dem Jahr 1685 stammende Holzkirche von Karuna abgebaut und im Freilichtmuseum Seurasaari in der Hauptstadt Helsinki wieder aufgebaut.
Die Gemeinde Karuna umfasste neben dem gleichnamigen Hauptort die Dörfer Broddböle, Tiikarla (Dikarböle), Eistilä (Eistböle), Eikniemi (Eknäs), Fröjdböle, Kustaali (Gussdal), Halslahti (Halslaks), Haanniemi (Handby), Hintsholma (Hintsholm), Karinkorva, Kasklahti (Kasklax), Kelturi, Nuuttiniemi (Knutnäs), Kupiluoto (Koppholm), Krooka (Kråknäs), Kärkkinen (Kärkis), Kärkniemi, Liden, Lemminen (Lämmis), Maalu, Maanila (Mannböle), Orssaari, Tuomaala (Pukböle), Päisterpää, Rantola, Ruskola (Ruskulla), Santasaari (Sandö), Savisalo, Sitolahti (Sitolax), Voilahti (Smörvik), Tapola (Stappåker), Teininki (Steninge), Raumala (Strömsböle), Sydänmaa (Sydmo), Timari (Timböle), Tuomaala (Tomasböle) und Torikka. Die Gemeinde Karuna hatte eine Fläche von 88,5 Quadratkilometern und zuletzt rund 1.200 Einwohner. 1969 wurde Karuna größtenteils in Sauvo eingemeindet, das Dorf Santasaari kam zur Gemeinde Kimito.

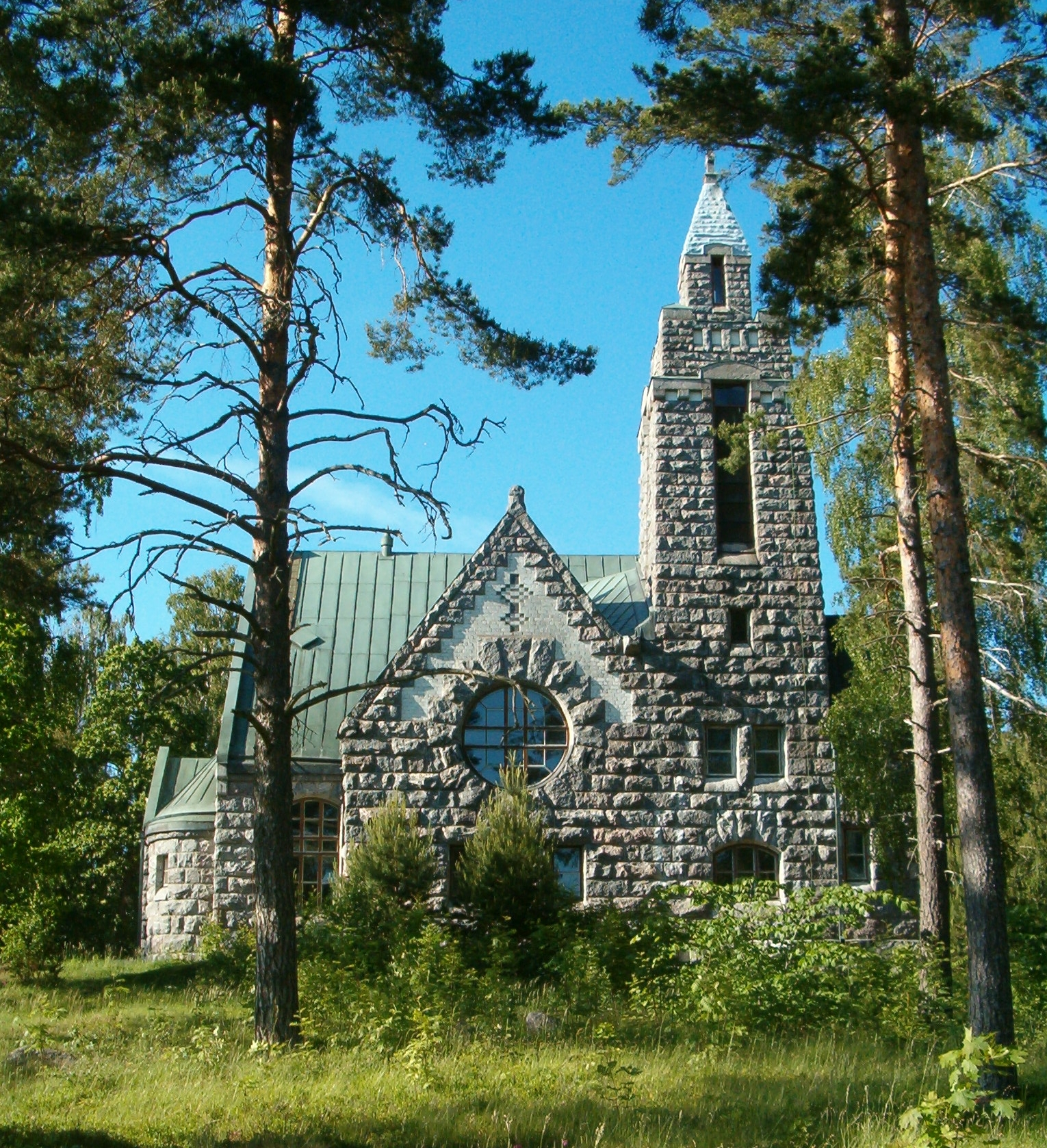
Die Kirche von Karuna
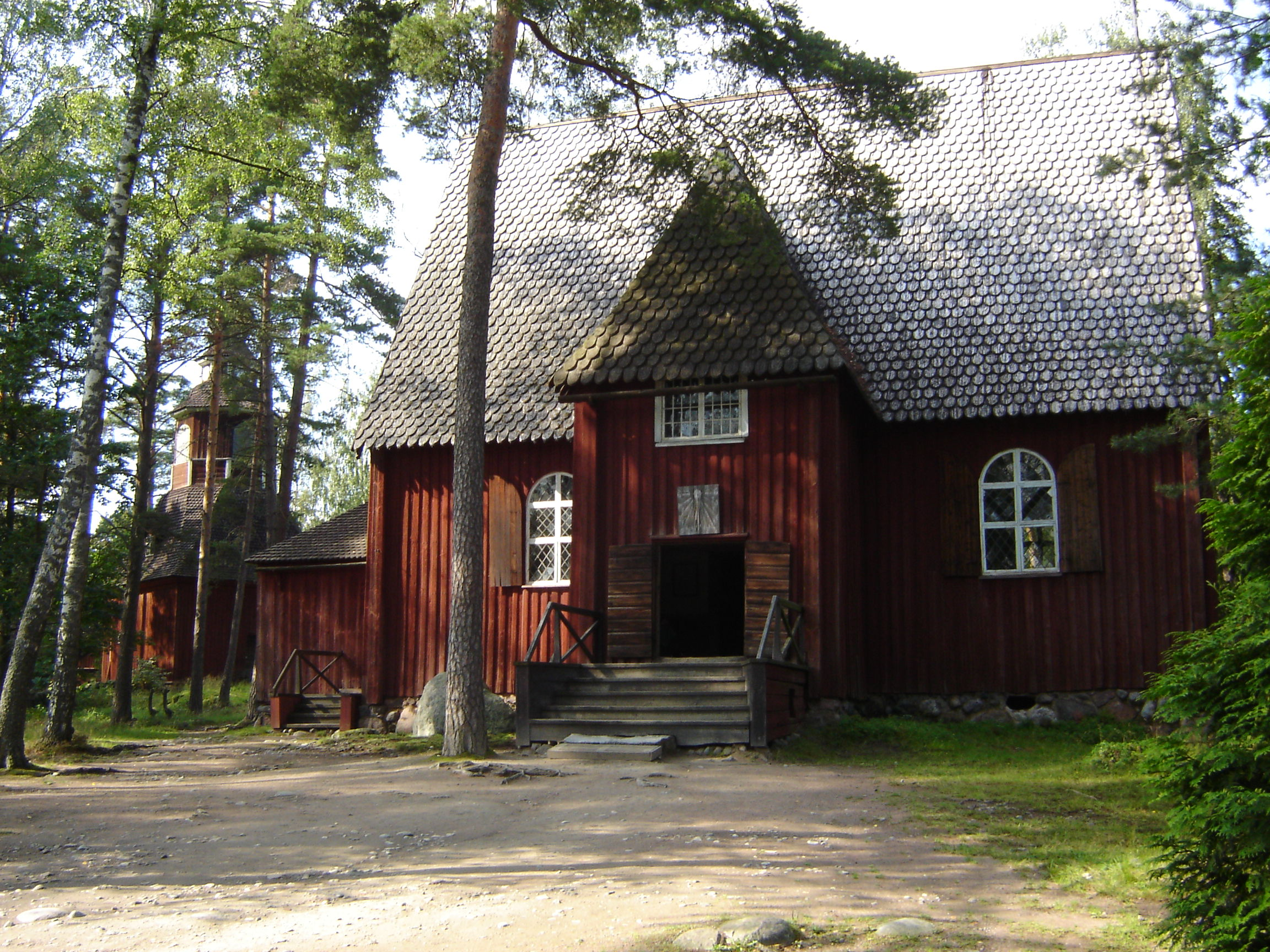
Die alte Kirche von Karuna, heute in Seurasaari